# Вайсфлог, Ханс-Йоахим
Ханс-Йоахим Вайсфлог (нем. Hans-Joachim Weißflog; 24 февраля 1923, Ломмач — 11 августа 1995, Херцогенрат) — обер-лейтенант Вермахта во время Второй мировой войны. Служил с 1 декабря 1940 года. 5 марта 1945 года в звании лейтенанта, будучи командиром 2-й роты 16-го танкового полка 116-й танковой дивизии Вермахта, награждён Рыцарским крестом Железного креста. Взят в плен американскими войсками в конце войны, затем передан советским войскам, но позже был освобождён из-под стражи в связи с тяжёлыми ранениями.

## Награды
- Железный крест (1939)
  - II класса (14 ноября 1941)[2]
  - I класса (31 июля 1943)[2]
- Немецкий крест в золоте (28 апреля 1944, как лейтенант в должности командира 2-й роты 16-го танкового полка 116-й танковой дивизии Вермахта)[2]
- Рыцарский крест Железного креста (5 марта 1945)[2][4]
- Медаль «За зимнюю кампанию на Востоке 1941/42»[2]
- Нагрудный знак «За ранение» (1939)
  - «Чёрный»[2]
  - «Серебряный»[2]
  - «Золотой» (15 февраля 1944)[2]